# Texas hold 'em
Il Texas hold 'em, o semplicemente hold 'em o anche holdem (letteralmente tienile, riferito alle carte da gioco; in italiano talvolta detta la texana) è una delle più diffuse specialità del gioco del poker a carte comunitarie.
Ad un tavolo da gioco siedono da due a dieci giocatori. Si gioca con un mazzo da cinquantadue carte francesi (escludendo i jolly), di cui vengono fabbricate il tipo apposito con un solo indice per lato, stampato a caratteri più grandi, e al centro un riquadro col relativo seme o figura inscritto, le stesse usate per il blackjack. 
A differenza di quanto previsto nel poker tradizionale, i giocatori ricevono solamente due carte a testa: esse, assieme alle cinque carte comuni (community cards) suddivise in Flop (le prime tre), Turn (la quarta) e River (la quinta) scoperte dal mazziere durante le varie e rispettive fasi di gioco, formeranno il punto di ogni giocatore.

## Varianti del gioco
- senza limite (no limit): il più diffuso nei tornei, è il gioco che determina il campione del mondo[3] nelle WSOP;
- limite al piatto (pot limit): le puntate e i rilanci non possono essere maggiori dell'ammontare presente nel piatto prima della propria azione, diffuso in Europa esso viene giocato per evitare che i piatti si gonfino troppo nel preflop;
- limite fisso (fixed limit): le puntate sono bloccate, così pure gli eventuali rilanci che possono essere solo tre per round di scommessa, tranne quando sono rimaste al tavolo solo due persone. Il limit game è un tipo di gioco che richiede una minor abilità psicologica (per via dei piatti ridotti, dei rilanci bloccati, quasi totale assenza di bluff ecc.) ma richiede altresì una attenta valutazione matematica degli eventi. Questo tipo di gioco è molto diffuso nei casinò.
- misto (mixed): si alternano le varianti senza limite e con limite.

N.B.: nei limit game, le puntate minime sono raddoppiate nel terzo e quarto round di scommesse (turn e river).

## Le puntate
Un giro di puntate si intende concluso in uno dei seguenti casi:
- quando tutti i giocatori hanno pareggiato la puntata più alta;
- quando tutti i giocatori tranne uno hanno abbandonato la mano.

Durante un giro di puntate, quando è il turno di un giocatore, questi ha in genere a disposizione quattro opzioni tra cui scegliere:
- Check (bussare): in questo caso il giocatore passa l'iniziativa al giocatore successivo nell'ordine di gioco senza effettuare alcuna puntata. Se uno dei giocatori successivi nell'ordine di gioco effettua una puntata, una volta che questi ha terminato il turno torna al giocatore che aveva passato. Una volta che uno dei giocatori ha effettuato una puntata, non è più possibile passare.
- Call (vedere o chiamare): mettere sul piatto un numero di fiche sufficienti a coprire la maggior puntata effettuata nell'ambito del giro di puntate in corso.
- Raise (rilanciare): effettuare una puntata superiore rispetto alla puntata più alta effettuata fino a quel momento. Quando un giocatore rilancia tutti gli altri giocatori sono costretti a scegliere fra tre possibilità: vedere la puntata, rilanciare a loro volta o abbandonare la mano. I rilanci successivi al primo debbono almeno eguagliare la somma fra l'importo dell'ultimo rilancio e la differenza col rilancio precedente.
- Fold: abbandonare la mano. In questo caso il giocatore consegna le carte al mazziere rinunciando al piatto e perdendo quanto eventualmente puntato in precedenza. Un giocatore che folda rientra in gioco con il piatto successivo.

Se uno dei giocatori punta, per continuare a partecipare alla mano ciascuno dei giocatori che seguono deve quanto meno pareggiare l'ultima puntata (call). Tuttavia, se la puntata da coprire è maggiore dell'insieme di gettoni (stack) a disposizione di un giocatore, questi ha ancora la possibilità di accettare la scommessa versando nel piatto l'intero suo resto (all-in). Egli concorre in questo modo alla divisione del piatto: partecipa al gioco per la parte del piatto coperta dalle fiche a sua disposizione (main pot), mentre la parte residua del piatto (side pot) viene contesa tra gli altri giocatori che hanno coperto l'intera puntata. Vi può quindi essere più di un side pot durante la stessa mano.
Dopo il flop (le prime tre carte comuni) la puntata minima deve essere quella del big blind, se il giocatore non ha sufficienti fiche per questa puntata ovviamente può puntare le sue fiche rimanenti andando quindi anche in questo caso all-in.
Inoltre se un giocatore rilancia all-in con una cifra che è inferiore al minimo rilancio consentito fa sì che gli altri giocatori che hanno fatto già azione nella mano non possano a loro volta rilanciare ma solo adeguarsi al piatto o ritirarsi, ossia facendo call o fold, giocatori invece che prima di questo rilancio all-in non hanno ancora parlato sono liberi di fare "fold", "call" o "raise".

## Le fasi di gioco
Il gioco si svolge in sei fasi principali:
1. Puntate obbligatorie: il primo giocatore alla sinistra del mazziere (dealer) paga lo small blind (piccolo buio), il secondo paga il big blind (grande buio o controbuio). Il grande buio corrisponde alla puntata minima per partecipare al gioco; il piccolo buio è la metà o, più raramente, i due terzi del grande buio. Nei tornei è prevista un ante che viene messa sempre da Big Blind ed è pari allo stesso importo, una puntata obbligatoria per tutti i giocatori da porre prima dei bui.
2. Pre-flop: il mazziere distribuisce due carte coperte a tutti i giocatori, a cominciare da quello alla sua sinistra, quindi si fa il primo giro di puntate a partire dal giocatore seduto alla sinistra del grande buio.
3. Flop: il mazziere elimina dal gioco la prima carta del mazzo e scopre tre carte sul tavolo; queste community cards (carte comunitarie, o comuni) possono essere utilizzate da tutti i giocatori per comporre e migliorare il proprio punto. Una volta girate le tre carte si fa un altro giro di puntate, questa volta, e per tutte le puntate successive, a partire dal giocatore alla sinistra del mazziere.
4. Turn (o 4th Street): il mazziere brucia un'altra carta dal mazzo e scopre una delle community cards sul tavolo. Anche questa carta può essere utilizzata, come le precedenti, insieme alla propria mano e alle altre tre del flop. Si fa un altro giro di puntate e si passa al giro di puntate successivo.
5. River (o 5th Street): il mazziere brucia una carta, scopre l'ultima community card e i giocatori fanno l'ultimo giro di puntate. A questo punto, sul tavolo, ci sono cinque carte scoperte, utilizzabili da tutti, e ogni giocatore possiede le sue due carte coperte. Il punto del giocatore è dato dalla migliore combinazione possibile scegliendo cinque carte delle sette a disposizione.
6. Showdown: l'ultimo giocatore che ha rilanciato o, se non vi fossero rilanci, il primo giocatore ad aver puntato mostra le proprie carte (o in caso nessuno avesse puntato, il primo giocatore successivo al mazziere); gli altri partecipanti che hanno visto la sua puntata possono - a turno, secondo l'ordine del giro - fare altrettanto. Il giocatore che ha scoperto il punto più alto vince l'intero piatto. In caso di punti equivalenti si aggiudica il piatto il giocatore che possiede la carta o le carte più alte esterne al punto (kicker). Se neanche così si ottenesse uno scarto fra due o più giocatori, questi dividerebbero la posta in parti uguali (split pot).

Una volta finito il turno, il grande buio si sposta a sinistra, portandosi dietro il buio e il bottone.

### Mano di esempio

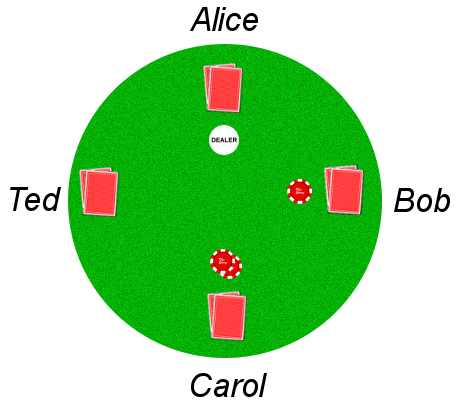
Alice (dealer), Bob (piccolo buio) e Carol (grande buio) in questo esempio di mano

Di seguito un esempio di mano a 4 giocatori, le carte rimarranno sempre coperte, sino allo "showdown" per rendere meglio l'idea di come si svolga una mano completa:
Puntate Obbligatorie: Alice è il dealer. Bob, alla sinistra di Alice, paga un piccolo buio $1, e Carol un grande buio di $2.
Pre-flop: Alice distribuisce 2 carte coperte ad ogni giocatore, cominciando da Bob e terminando con se stessa. Ted è il primo a parlare poiché è il primo giocatore dopo il grande buio (under the gun). Dato che i bui sono trattati come puntate non può fare [Check], può solo pagare i $2 del grande buio o rilanciare, ma decide di lasciare [Fold]. Alice vede i $2. Bob aggiunge $1 al suo piccolo buio di $1 per vedere [Call] i $2 in totale. Carol è di grande buio, quindi ha l'opzione di rilanciare o anche di ritirarsi dalla mano, ma passa [Check], facendo terminare il primo giro di puntate. Il piatto [pot] ora è di $6, $2 da ognuno dei 3 giocatori attivi.
Flop: Alice ora brucia una carta e distribuisce il Flop di 3 carte scoperte comuni, le carte sono 9♣ K♣ 3♥. In questo turno, come in tutti quelli successivi, il giocatore alla sinistra del dealer è il primo a parlare. In questo caso è Bob che passa [Check]. Carol punta $2, Ted ha già lasciato e Alice rilancia di altri $2 (mette $4, $2 per pareggiare Carol e $2 per rilanciare), obbligando Bob a vedere almeno di $4. Bob vede (mette $4, $2 per pareggiare la puntata iniziale di Carol e $2 per pareggiare il rilancio di Alice). Carol vede mettendo $2. Il piatto ora contiene $18, $6 dall'ultimo turno e $12 da questo turno.
Turn: Alice ora brucia una carta e distribuisce il Turn (4ª carta) scoperto. È il 5♠. Bob passa, Carol passa, e Alice passa; il Turn è stato un round di Checks. Il pot rimane a $18.
River: Alice, dopo aver bruciato una carta, posiziona l'ultima carta, il River, il 9♦, costituendo il gruppo di 5 carte totali il 9♣ K♣ 3♥ 5♠ 9♦. Bob punta $4, Carol vede, mentre Alice lascia (Alice aveva le carte A♣ 7♣; sperava che con il River si ritrovasse con un Colore).
Showdown: Bob mostra la sua mano composta dalle carte Q♠ 9♥, le 5 carte migliori che può avere sono 9♣ 9♦ 9♥ K♣ Q♠, per un tris di 9, con un kicker di K e Q. Carol mostra la sua mano di carte K♠ J♥, costituendo la sua mano finale di carte K♣ K♠ 9♣ 9♦ J♥ per una Doppia coppia, Re e 9, con un kicker di J. Bob vince il piatto di 26 $.
L'assegnazione del piatto: Il conteggio dei punti parte dal presupposto che in questo gioco si considerano 5 carte per giocatore che vengono scelte dalle 2 del giocatore e le 5 sul tavolo che sono utilizzabili da tutti i giocatori. Chi nelle 5 carte scelte ha il punteggio più alto vince.

## I punti
In generale, valgono gli stessi punti del poker ma non bisogna dimenticare che nell'Hold'em il full vince sul colore, e non viceversa come accade nella versione a mazzo ridotto (32 carte) e che, contrariamente al poker a 5 carte, non esiste un seme più forte di un altro, ovvero, a parità di punteggio, non hanno alcuna rilevanza i semi delle carte dei singoli giocatori.

### Esempio n. 1
| Enrico | Vittorio |

Enrico vince la mano, grazie a tre carte sul board: A♣ 8♠ 5♠, più le sue carte: A♦ Q♦. La combinazione supera quella del suo rivale: A♣ 8♠ 5♠, più A♥ J♠

### Esempio n. 2
| Marco | Roberto |

Roberto vince utilizzando A-J-9-8-2 contro A-Q-9-8-5 di Marco poiché le sue carte formano colore.

### Esempio n. 3
| Samanta | Tiziano |

La migliore combinazione è A-A-3-3-8 poiché quest'ultima carta è il kicker.
I due giocatori pareggiano (split pot).

### Esempio n. 4
| Fabio | Angelo |

Angelo vince perché ha in mano la carta più alta esterna al punto poiché ha la combinazione J-J-3-3-9, mentre Fabio ha J-J-3-3-8.

### Esempio n. 5
| Mirko | Mara |

Mara vince utilizzando A-K-J-10-8 contro A-K-J-10-7.

### Esempio n. 6
| Gaia | Isabella |

La migliore combinazione è A-K-J-10-6. I due giocatori si dividono il piatto.

### Esempio n. 7
| Davide | Gino |

La migliore combinazione è A-A-K-J-10. I due giocatori si dividono il piatto.

## Pre-Flop position (posizioni durante il gioco)
Al termine di una mano viene spostato il bottone dealer così che di conseguenza, in modo scalare, si modifichino le varie posizioni e i ruoli dei giocatori al tavolo; la posizione è un fattore determinante da considerare e sulla quale i giocatori basano la loro successiva strategia di gioco; di seguito sono elencate con le relative denominazioni le 10 posizioni esistenti:
- Under the gun

l'Under the gun (tradotto: sotto tiro) è sempre il primo giocatore a giocare all'inizio di una mano ed è una posizione estremamente pericolosa da sfruttare esclusivamente con carte in mano molto forti; un rilancio consistente effettuato da questa posizione è un chiaro segno di forza.
- Under the gun+1

L'Under the gun+1 e a seguire non sono altro che ulteriori posizioni iniziali da giocare con riguardo ma la pericolosità cala con l'aumentare della posizione fino alla quarta (under the gun+4); in un tavolo con meno di 10 posti è logico che queste posizioni cessino di esistere.
- Under the gun+2
- Under the gun+3
- Under the gun+4
- Hijack
- Cutoff
- Dealer/Button
- Small blind

Il giocatore in questa posizione è costretto a mettere il piccolo buio all'apertura della mano.
- Big Blind

Il giocatore in questa posizione è costretto a mettere il grande buio all'apertura della mano.

## Le competizioni
Data la grande diffusione che il Texas Hold'em ha avuto negli ultimi anni, gli appuntamenti per appassionati e professionisti si sono moltiplicati.
- WSOP

Le World Series of Poker, che si giocano a Las Vegas tra giugno e luglio di ogni anno, sono la più grande manifestazione pokeristica mondiale. Si tratta di una serie di tornei di diverse specialità di poker.
I partecipanti provengono da ogni parte del mondo. Il main event, che incorona il Campione del Mondo, prevede un buy-in (quota di iscrizione) di 10.000$. Oltre al "main event" esistono dei "side events" cioè tornei alternativi dove la quota di iscrizione è più bassa anche se si vince sempre il pregiato braccialetto WSOP.
Il vincitore di ogni evento, e oggi si è arrivati sulla cinquantina, oltre al montepremi ha diritto ad un braccialetto d'oro. Il giocatore che ha vinto il maggior numero di braccialetti è Phil Hellmuth, che nel 2018 si è aggiudicato il quindicesimo della sua carriera.
La diffusione del gioco on line ha portato il numero di partecipanti a crescere in maniera esponenziale. La prima edizione delle WSOP, nel 1970, vide la partecipazione di poche decine di giocatori. Nell'edizione 2006 si sono sfiorati i 10.000 partecipanti e il primo classificato, Jamie Gold, ha vinto una prima moneta di 12.000.000$. Nel 1975 all'età di 18 anni, Olivier Doria perse in finale con Doyle Brunson dopo aver eliminato cinque tra i favoriti alla vittoria finale.
Dal 2007 sono state istituite le WSOP Europe, che fino all'anno scorso furono giocate in settembre a Londra, per venire incontro alle esigenze di appassionati e giocatori europei. Quest'anno vengono invece giocate in Francia a Cannes.
- WPT

Il World Poker Tour è un torneo itinerante. Il vincitore della WPT World Championship del 2006, lo spagnolo Carlos Mortensen, ha vinto 3.970.415$. Nel 2007 il WPT si è articolato in 19 tappe nei maggiori casinò internazionali. Il buy in per ogni singola tappa è di 10.000$. La tappa finale, il WPT World Championship, si gioca al Bellagio e parteciparvi costa 25.000$. I vincitori di ogni tappa precedente sono ammessi di diritto.
Il WPT della sesta stagione si è concluso a Las Vegas il 19 aprile 2008.
- EPT

Lo European Poker Tour ha una struttura molto simile a quella del WPT ma si gioca esclusivamente in casinò europei. A partire dal 2007, con una tappa giocata alle Bahamas, è stato dato il via a una "eccezione" che si è poi sporadicamente ripetuta negli anni successivi.
Come nel caso del WPT le sedi e il numero delle tappe possono cambiare di anno in anno.
Il Buy-in varia dai 5.000€ ai 10.000€. Il torneo conclusivo, l'EPT Grand Final, si gioca ogni anno a Montecarlo (buy-in 10.000€).

## Alcune regole
- Quando un giocatore chiama "all-in" a meno del rilancio minimo (3 CB) le azioni dei giocatori tra il mazziere (dealer o bottone) e lui sono limitate alla semplice chiamata (call) o al lasciare (fold). Ossia chi ha già parlato/bussato non può rilanciare sull'all-in di chi parla dopo di lui. I giocatori che invece si trovano tra colui che chiama "all-in" e il bottone possono chiamare o bussare, ma anche rilanciare (raise) in quanto non hanno ancora parlato.
- In molte sale da gioco è proibito alzare le carte dal tavolo, la pena è di lasciare la giocata con fold automatico.
- Il giocatore è tenuto a mostrare le cinque carte migliori, quindi non è valido mostrare le carte servite (pocket cards) in due tempi successivi in quanto risulterebbe nulla o lasciata la seconda carta.
- In un torneo "sit & go" quando viene eliminato un giocatore si dovrà attendere il transito del bottone-dealer prima di escluderne la posizione dal buio e dal controbuio, così che ognuno paghi regolarmente il buio e il controbuio.
- Il flop dev'essere servito in una sola volta, mostrando cioè le tre carte insieme, così che i giocatori non possano intuire o far capire nulla alla vista di una sola carta per volta.
- Le Fiche o chips o gettoni che ogni giocatore possiede devono esser tenuti ben in vista e soprattutto vanno mostrati i gettoni di valore più grande. Alla richiesta da parte di un altro giocatore, di contare le proprie fiche, possiamo rifiutare senza problemi dato che nessuna regola presenta l'obbligo di dichiarare il nostro stack (a meno che non siate in "all in"), ma come indicato sopra è bene lasciare sempre in vista le fiche con il valore più alto in modo da permettere al nostro avversario un conto rapido e approssimato del nostro stack.
- Se un giocatore decide di mostrare le proprie carte, allora dovrà mostrarle al tavolo intero scoprendole.
- Ogni sala da gioco ha le sue regole, informarsi bene se le azioni o le dichiarazioni sono vincolanti al fine dell'azione. Un all-in può esser chiamato a voce o può corrispondere al porre il proprio ammontare in fiche (stack) nel piatto.
- Quando due giocatori hanno punto uguale va considerata la seconda carta. Se tale carta riesce a formare con le carte al centro un punto più alto del punto dell'avversario, il piatto non si divide ma è interamente di quel giocatore. Altrimenti si vede se la seconda carta è più alta della carta maggiore del tavolo. In caso contrario si divide il piatto
- È in genere segno di maleducazione non parlare l'inglese se al tavolo vi sono giocatori stranieri, in quanto non capirebbero le vostre dichiarazioni.
- Quando un giocatore dichiara il proprio punto deve necessariamente scoprire tutte e due le carte, onde evitare incomprensioni.
- È vietato interrompere il gioco per motivi non inerenti ad esso.
- È vietato tenere il telefono acceso, ma in alcuni casi è consentito.
- È vietato lanciare troppo le carte, quando si folda o quando si scoprono (showdown).
- È vietato offendere il croupier o un giocatore a causa della propria sfortuna.
- È vietato dopo che un giocatore vince, perché uno o più giocatori hanno lasciato, chiedere al croupier di girare le carte che sarebbero uscite, di solito il turn o il river.
- Quando il tempo per prendere la propria decisione di gioco è scaduto, se questa non è stata presa, la mano del giocatore verrà automaticamente passata quindi persa.
- La puntata minima deve essere necessariamente uguale al grande buio (big blind).
- Il primo rilancio deve essere necessariamente uguale o maggiore al grande buio, i successivi rilanci uguali o maggiori dell'ultimo rilancio effettuato. Esempio: con grande buio di 100 per rilanciare si deve puntare almeno 200 (100 per chiamare la puntata precedente + 100 di rilancio minimo). Se il rilancio anziché di 100 fosse superiore, poniamo di 150 (quindi una puntata totale di 250), la puntata per un successivo rilancio dovrà essere come minimo 400 (250 per chiamare la puntata precedente + 150 di rilancio minimo).
- Sul tavolo da gioco c'è una linea ellittica che delimita lo spazio tra giocatori (la parte compresa tra loro e la linea) e gioco ormai fatto (la parte compresa tra linea ed il mazziere). Se i giocatori svolgono un'azione ponendo un ammontare di fiche al di là della linea divisoria senza parlare, quell'azione è categorica e non può essere smentita. Quell'azione può essere solo una chiamata, se l'ammontare posto è uguale a quello precedente o non eccede nemmeno del suo 50%; oppure può essere un rilancio se è maggiore almeno del suo 50%.
- Se un giocatore non ha il proprio ammontare in fiche pari al grande buio, egli è automaticamente 'all in' e giocherà solo per il piatto composto dal suo 'all in' più la stessa quota per ogni giocatore che gioca, il resto delle puntate e dei rilanci successivi viene separato e destinato agli altri giocatori.
- Se il mazziere nel distribuire le carte ne scopre una per errore, viene annullata la mano se la carta scoperta è tra le prime due distribuite, altrimenti la eliminerà (brucerà) prima di girare il flop, mettendola in quel momento scoperta al centro del tavolo e continuando a servire le carte darà la successiva al giocatore successivo, mentre il giocatore a cui è stata bruciata la carta riceverà il suo cambio come ultima carta servita.
- Secondo il libro "Il poker: le 718 regole che (forse) non conosci", per potersi avvalere del titolo di "giocatore di poker" è necessario partecipare a un tavolo con una frequenza minima di una volta al mese.

## Valore atteso
Nel Texas Hold'em, e più in generale in tutte le specialità a community cards, la mano di un giocatore non è quasi mai completamente certa fino alla fine. Tuttavia, egli spesso continuerà a puntare e a rilanciare, così aumentando la posta, basandosi principalmente sulle carte personali (hole cards), sulle carte comuni già scoperte dal mazziere, sulla quantità di gettoni presenti nel piatto, sul monte gettoni proprio e dell'avversario, sul profilo dello stesso e sulla propria immagine al tavolo. Per questo entrano in gioco ragionamenti che tirano in ballo argomenti di probabilità e teoria delle decisioni, specialmente il valore atteso.
Ogni sforzo che il giocatore fa non è altro che uno sforzo, consapevole o no, mirato a fare scelte col più elevato Valore Atteso (Expected Value in inglese) possibile. L'expected value (EV) si può interpretare facilmente come l'ammontare della vincita (o perdita) che si realizza in media in una scommessa. Se per esempio l'EV di una scommessa è di 130$, allora ogni volta che accettiamo quella scommessa vinciamo 130$ (in media sul lungo periodo; vedi legge dei grandi numeri).
Supponiamo ora di giocare una mano di Texas Hold'em limit 10$-20$ e di arrivare al river con un tris di assi, con coppia di assi in mano, e sul tavolo A-K-Q-10-3.
L'avversario punta 20$ in un piatto di 90$. Stimiamo che la probabilità che il nostro avversario abbia un J per la scala sia del 70% e che la probabilità di essere vincenti sia quindi del 30%? Calcoliamo l'EV:
1. possibili risultati: l'avversario ha il J, l'avversario non ha il J;
2. probabilità associate: 70% {\displaystyle (70/100=0,7)} e 30% {\displaystyle (30/100=0,3)};
3. vincita associata a ogni risultato: -20$, +90$;
4. probabilità per vincita e somma: {\displaystyle 0,7*(-20\$)+0,3*90\$=13\$};
5. L'Expected Value è positivo (+13$) quindi dovremmo chiamare.

L'EV ci indica se una scommessa è conveniente (EV positivo) oppure no (EV negativo), ma non ci dice niente riguardo al risultato della nostra scommessa presa singolarmente.
Nel poker ogni volta che decidiamo di fare bet, fold o raise (puntare, lasciare la mano, o rilanciare in italiano) effettuiamo una scelta che può essere caratterizzata da un EV positivo o negativo. Teoricamente, alla fine di ogni partita avremo guadagnato tanto più quante più decisioni ad EV positivo avremo preso, e perso tanto meno quante più decisioni a EV negativo avremo evitato. Talvolta nel poker capita che, sia un bet o un raise, abbiano entrambi EV positivo: in questo caso il giocatore con esperienza deve saper individuare quale sia la mossa con EV maggiore. Quando si gioca a poker non si ha il tempo per calcolare precisamente l'expected value di una determinata mossa e, spesso, non si sa neanche se la mossa fatta sia vantaggiosa o meno (se abbia EV positivo o negativo).
Questo avviene poiché il Poker è un gioco le cui informazioni disponibili di volta in volta sono incomplete e quindi, anche volendo, non potremmo calcolare con assoluta certezza ed in ogni momento il valore atteso di un particolare bet o fold poiché non abbiamo a disposizione i dati numerici per effettuare tale calcolo.
Spesso i giocatori professionisti, lontano dal tavolo, cercano di valutare l'EV di una determinata giocata facendo delle ipotesi sul comportamento degli avversari (il bluff è una componente che può inficiare la valutazione dell'expected value) e sulle carte che hanno in mano.
Queste analisi (spesso molto utili) richiedono tempo e difficilmente possono essere effettuate durante una partita.

## Probabilità e Odds
Probabilità: affermare che una determinata carta ha il 13% della probabilità di uscire significa che, in media, la carta in questione esce 13 volte ogni 100 tentativi.
Supponendo di avere 6-7 di cuori in mano mentre sul tavolo ci sono A♥ Q♥ 2♠ 5♦ e di voler fare colore al river, si ragiona in questo modo: le carte sconosciute sono 46 (52 carte totali meno 4 sul tavolo meno 2 in mano) le carte di cuori rimaste sono 9 (13 carte di cuori totali meno 2 sul tavolo meno 2 in mano). La probabilità di fare colore è di {\displaystyle 9/46}.
Il calcolo è il seguente:
{\displaystyle (9/46)=0,2=20\%}
Odds: dire che un evento è 15 contro 1 sfavorito ("15 to 1 odds" in inglese) significa che, in media, questo evento non si ripeterà per 15 volte per ogni volta che si presenta.
Nell'esempio precedente possiamo quindi esprimere lo stesso concetto dicendo che il colore è 80 contro 20 sfavorito (4 contro 1, 4 to 1 odds).
Per passare dalle odds alla probabilità si procede come segue:
1. siano x i casi sfavorevoli per ogni caso favorevole (nell'esempio precedente, 4)
2. si esegue il calcolo {\displaystyle 1/(x+1)}
3. il risultato è uguale alla probabilità associata all'esito favorevole (nell'esempio precedente si ha {\displaystyle 1/(4+1)=0,2=20\%} quindi 4 to 1 odds corrisponde al 20% delle probabilità di esito favorevole)

Per passare dalla probabilità di riuscita agli odds si procede come segue:
1. sia y la probabilità di riuscita (nell'esempio precedente y= 20% = 0,2)
2. si esegue il calcolo {\displaystyle (1-y)/y}
3. il risultato rappresenta le odds (nell'esempio precedente si ha {\displaystyle (1-0,2)/0,2=4} quindi le odds sono 4 contro 1)

Le probabilità andrebbero corrette (weighted) a seconda dei giocatori rimasti in gioco e delle fasi di gioco. Per esempio nella fase iniziale se 8 giocatori passano e ne rimangono solo due in gioco è ragionevole supporre che i giocatori che si sono ritirati non avessero avuto carte alte mentre quelli rimasti sì, considerando inferiore l'eventualità di bluff. Nella fase finale di un torneo questo concetto perde di valore mentre entra in gioco una relazione tra punteggio in mano e posto al tavolo e valutando una maggiore incidenza dei bluff.